# 郵便為替
郵便為替（ゆうびんかわせ、Postal Money Order）とは、2007年10月1日に実施された郵政民営化以前に、郵便為替法に基づき、日本政府（逓信省・郵政省・総務省郵政事業庁）・日本郵政公社が行っていた送金に関する事業のこと。
郵政民営化後、株式会社ゆうちょ銀行が「為替」という名称で同様のサービスを提供しているが、「郵便為替」と「ゆうちょ銀行の為替」は法律上・制度上、別物である。

## 概要
郵便為替は、郵便為替法に基づき「簡易で確実な送金の手段としてあまねく公平に利用させることによつて、国民の円滑な経済活動に資すること」を目的として、公社化以前は郵政大臣（総務大臣）が管理する国の事業、公社化後は日本郵政公社が行う事業であった。

## 内国為替と郵便為替
「為替」とは「顧客から、隔地者間で直接現金を輸送せずに資金を移動する仕組みを利用して資金を移動することを内容とする依頼を受けて、これを引き受けること、又はこれを引き受けて遂行すること」を意味している。
民間金融機関では、全国銀行データ通信システム（全銀システム）のことを「内国為替制度」と称し、サービスを行っている。この制度は、預金口座を使うため、お金を受け取る側はもちろんのこと、場合によってはお金を送る側も預金口座を保有する必要がある。
一方で「郵便為替」は公社が為替証書を発行したり電文により送金をすることから、お金を送る側・受け取る側一方または双方が郵便貯金・郵便振替口座や民間金融機関預金口座を保有していなくても送金をすることが可能であるが、公社のみが取り扱うことができる事業のため、必ず郵便局貯金窓口で手続きをしなければならない。
なお、労働基準法では使用者が労働者へ支払う「賃金」は原則「通貨（現金）」で支払わなければならないと規定されているが、このうちの「退職手当」については労働者の同意を条件に「郵便為替」により支払うことが認められている。

## サービス内容

### 取扱郵便局
郵便為替は、郵便為替法第1条により、「簡易で確実な送金の手段としてあまねく公平に利用させること」と規定されていたことから、公社が「為替非取扱い郵便局」として定めた郵便局を除き、日本全国全ての郵便局の貯金窓口において取扱いが行われた。非取扱い局として指定された郵便局では「郵便為替業務を取り扱わない」旨の掲示が行われた。簡易郵便局では農協（JA）の店舗に併設されている簡易局などで郵便為替業務の全部又は一部を受託しておらず、取り扱わない簡易局が存在した。
なお、国際郵便為替については、公社の指定した「国際送金取扱郵便局」でなければ手続きをすることができなかった。
また、郵便貯金はCD・ATMを使うことが可能であり、平日の貯金窓口営業時間外や土・日・祝日でも利用することが可能であるが、郵便為替については、必ず郵便局貯金窓口において振出（為替証書を作ってもらうこと）や払渡（為替証書を換金すること）請求をする必要があることから、原則、平日9時〜16時に郵便局で手続きをしなければならなかった。

### 印紙税免除と政府「非」保証
郵便為替法第5条により、郵便為替に関する文書類（為替振出請求書、為替証書類）には印紙税が課されなかった。
一方で、同じ公社が行う郵便貯金や郵便振替の預り金は日本政府による債務保証が規定されていたが、郵便為替については郵便為替法上、日本政府による債務保証が規定されていなかった。

### 有効期間と権利消滅
郵便為替法第20条により、郵便為替の有効期間はその発行の日から6ヶ月と規定されていた
また、郵便為替法第22条により、有効期間経過後、為替証書の再交付請求や為替金払戻請求を、普通為替・電信為替にあっては3年間、定額小為替にあっては1年間、行わないと、為替金に関する権利は消滅した。

## かつてあった郵便為替の種類
郵便為替法第7条により郵便為替には、普通為替、電信為替、定額小為替の3種類があると規定されていた。また、電信為替には払渡方法として、証書払、居宅払、窓口払の3種類が存在した。

### 普通為替
普通為替は、差出人（お金を送る者）が指定した1円以上500万円以下（郵便為替法第16条では、100万円以下であるが、同条で「業務の遂行上支障がない場合」にあっては500万円以下となっている）の額面で為替証書が発行される。
料金（振出手数料）は、2007年9月28日（民営化前貯金窓口最終営業日）の時点で、1万円以下は100円、1万円を超え10万円以下は200円、10万円を超え100万円以下は400円、100万円を超える場合は100万ごと及びその端数について料金を合計した額となり、郵便為替法第17条により差出人（お金を送る者）が料金を負担することと規定されていた。また、同時に、特殊扱いとして「証書送達（料金310円）」と「払渡済み通知（料金70円）」を請求することができた。「証書送達」の請求は受付をした郵便局が振出をした普通為替証書を配達記録郵便として受取人へ郵送をする取扱い、「払渡済み通知」は受取人が為替金を換金した場合にその旨を差出人へ通知する取扱いであった。
普通為替の一般的な利用方法の流れは次の通りである。
1. 差出人（お金を送る者）が、郵便局貯金窓口に出向き、普通為替振出請求書、為替金（送金したい金額）及び料金（振出手数料）を納める。
2. 郵便局貯金窓口から差出人に為替金の金額を記載した普通為替証書が交付される。
3. 差出人は普通為替証書の「指定受取人欄」に受取人（お金を受け取る者）の氏名を記入し、受取人に普通為替証書を郵送・交付する。
4. 受取人は普通為替証書を受け取り、受領欄に住所・氏名を記入・捺印の上、郵便局貯金窓口へ持参し為替金払渡請求を行い、受取人に為替金が払渡される。

なお、差出人は「3」にある「指定受取人欄」への記入は省略することも可能であるが、この場合、普通為替証書を持参した持参人に為替金が払渡される。そのため、「指定受取人欄」が無記入の為替証書が第三者へ渡った場合、お金を送りたい相手でない者に換金される場合がある。また、郵送方法も規定がないため、書留郵便ではなく普通郵便で送付してもよい。

### 電信為替
電信為替は、送金に関する情報を電信で通知することで送金を行う方法であり、普通為替同様、1円以上500万円以下（郵便為替法第16条では、100万円以下であるが、同条で「業務の遂行上支障がない場合」にあっては500万円以下となっている）の金額を送金することができる。
送金後、払渡の方法は次の3種類があり、差出人が指定をしなければならない。

#### 証書払
電信によって通知された情報をもとに作成された電信為替証書を受取人の所在地を管轄する集配郵便局から速達郵便（10万円を超える場合は速達配達記録郵便）で受取人へ配達し、受取人が郵便局貯金窓口へ出向き電信為替証書を換金する方法である。
料金（振出手数料）は、2007年9月28日（民営化前貯金窓口最終営業日）の時点で、基本料金として1万円以下は620円、1万円を超え10万円以下は800円、10万円を超え100万円以下は1,410円となっており、100万円を超える100万円ごと及びその端数については端数が1万円以下は270円、端数が1万円を超え10万円以下は450円、端数が10万円を超え100万円以下は850円を加算した額となり、郵便為替法第17条により差出人（お金を送る者）が料金を負担することと規定されていた。なお、受取人が公社の定める「速達取扱地域外」に所在する場合、基本料金から270円（速達料金分）が差し引かれた。
電信為替・証書払「証書送達」の一般的な利用方法の流れは次の通りである。
1. 差出人（お金を送る者）が、郵便局貯金窓口に出向き、電信為替振出請求書、為替金（送金したい金額）及び料金（振出・証書払手数料）を納める。
2. 受付郵便局は、受取人（お金を受け取る者）の所在地を管轄する集配郵便局に対し、差出人や為替金などの情報を電信で通知する。
3. 受取人の所在地を管轄する集配郵便局の貯金窓口に「2」で通知された情報が着信し、その情報をもとに、電信為替証書を振出する。
4. 集配郵便局の配達員が速達郵便（為替金が10万円を超える場合は速達配達記録郵便）として受取人の住所・所在地へ配達する。
5. 受取人は電信為替証書を受け取り、受領欄に住所・氏名を記入・捺印の上、郵便局貯金窓口へ持参し為替金払渡請求を行い、受取人に為替金が払渡される。

一見すると、「普通為替証書の証書送達」に類似しているが、こちらは差出人の振出請求を受け付けた郵便局から「配達記録郵便」で普通為替証書を郵送するもので、「電信為替の証書払」は受取人の管轄する集配郵便局から「速達（配達記録）郵便」で電信為替証書を郵送する点が異なっている（例として、東京中央郵便局で差出人が「普通為替証書の証書送達」と「電信為替の証書払」の請求をし、大阪中央郵便局区域の受取人へ送金した場合、「普通為替証書の証書送達」では東京中央郵便局で振出された普通為替証書が配達記録郵便として東京中央郵便局から大阪中央郵便局へ輸送された上で配達が行われるため日数を要するが、「電信為替の証書払」では大阪中央郵便局で電信受付後に電信為替証書が振出され、そのまま大阪中央郵便局配達員によって「速達」で受取人へ配達されるため、「東京中央郵便局から大阪中央郵便局への郵便物輸送時間」という差が生じる）。
なお、上記の方法は電信為替・証書払「証書送達」という方法であり、電信為替・証書払には「証書留置」という振り出しされた電信為替証書を受取人に配達せず郵便局で留置する方法もあり（但し、留置をしている旨の受取人への連絡は行われない）、この場合、料金（振出手数料）は郵便料金相当額を差し引くこととなる。

#### 居宅払
電信によって通知された情報をもとに為替金額を受取人の所在地を管轄する集配郵便局から速達現金書留郵便で受取人へ配達する方法である。他の為替送金方法では、受取人は必ず郵便局貯金窓口に出向き払渡（換金）の手続きをしなければならないが、この方法を利用すれば受取人が郵便局へ出向かなくても現金を手にすることができる。
料金（振出手数料）は、2007年9月28日（民営化前貯金窓口最終営業日）の時点で、基本料金として1万円以下は1,040円、1万円を超え10万円以下は1,220円、10万円を超え100万円以下は1,620円となっており、100万円を超える100万円ごと及びその端数については端数が1万円以下は270円、端数が1万円を超え10万円以下は450円、端数が10万円を超え100万円以下は850円を合計した額となり、郵便為替法第17条により差出人（お金を送る者）が料金を負担することと規定されていた。なお、受取人が公社の定める「速達取扱地域外」に所在する場合、基本料金から270円（速達料金分）が差し引かれた。
電信為替・居宅払の一般的な利用方法の流れは次の通りである。
1. 差出人（お金を送る者）が、郵便局貯金窓口に出向き、電信為替振出請求書、為替金（送金したい金額）及び料金（振出・居宅払手数料）を納める。
2. 受付郵便局は、受取人（お金を受け取る者）の所在地を管轄する集配郵便局に対し、差出人や為替金などの情報を電信で通知する。
3. 受取人の所在地を管轄する集配郵便局の貯金窓口に「2」で通知された情報が着信し、その情報をもとに電信為替証書の払渡手続きが行われ、速達現金書留郵便を作る。
4. 集配郵便局の配達員が速達現金書留郵便を受取人の住所・所在地へ配達する。

#### 窓口払
電信によって差出人が指定した郵便局へ情報を通知し、その郵便局貯金窓口に受取人が出向くことで現金を受け取る方法である。
料金（振出手数料）は、2007年9月28日（民営化前貯金窓口最終営業日）の時点で、基本料金として1万円以下は240円、1万円を超え10万円以下は400円、10万円を超え100万円以下は760円となっており、100万円を超える場合は100万ごと及びその端数について料金を合計した額となり、郵便為替法第17条により差出人（お金を送る者）が料金を負担することと規定されていた。
電信為替・窓口払の一般的な利用方法の流れは次の通りである。
1. 差出人（お金を送る者）が、郵便局貯金窓口に出向き、電信為替振出請求書、為替金（送金したい金額）及び料金（振出・窓口払手数料）を納める。
2. 受付郵便局は、差出人が指定した郵便局に対し、差出人や為替金などの情報を電信で通知する。
3. 差出人により指定された郵便局貯金窓口に「2」で通知された情報が着信する。なお、着信を受けた郵便局から受取人（お金を受け取る者）への連絡は行われない（そのため、差出人は「XX月XX日にXX郵便局へ電信為替・窓口払の取扱いで送金をした」旨を通知しなければならない）。
4. 14日以内に受取人が着信を受けた郵便局貯金窓口へ出向き、為替金払渡請求を行い、受取人に為替金が払渡される。
なお、14日以内に受取人が為替金払渡請求を行わない場合、電信為替証書が作成され、差出人へ送付される。

#### 電信為替の特長
普通為替や定額小為替の料金と比べると高額にはなるが、振出請求をする郵便局と着信を受ける郵便局の手続きが通常の貯金窓口終了時刻である16時までに手続きを完了させることによって、窓口払では着信を受けたその場で、居宅払では17時以降の配達で現金を受け取ることが可能であり、現金書留と異なり、当日中に相手へ現金を送ることが可能である。とりわけ、居宅払を利用すれば、郵便局が遠方で利用できない（換金できない）者や足が不自由などで出向くことができない者であっても現金を容易に受け取れる。また、電子郵便・レタックスとの同時配達も可能であり、御祝儀や御香典の送金時に利用された。
しかし、郵政民営化による株式会社ゆうちょ銀行発足後、電信為替のサービスはいずれも廃止されてしまった。

### 定額小為替（郵便小為替）
定額小為替は、公社が定めた金額（郵便為替法第10条では1万円を超えない範囲内と定められている）が印刷された定額小為替証書に、郵便局貯金窓口において振出日附印を押印をすることによって発行される。
2007年9月28日（民営化前貯金窓口最終営業日）の時点で50円、100円、200円、300円、400円、500円、1000円の7種類が発売されており、料金は一律1枚につき10円であった。手数料が10円のため、定額小為替の額面を合わせることにより振出料金（手数料）を普通為替で振出するより安くできるという利点があった（仮に「750円」を送金したい差出人は、普通為替で請求すると850円《為替金750円+料金100円》かかるが、定額小為替で「500円券+200円券+50円券」の3枚を請求すれば780円《為替金750円+料金30円》で済んだ）。
定額小為替の一般的な利用方法の流れは次の通りである。
1. 差出人（お金を送る者）が、郵便局貯金窓口に出向き、定額小為替振出請求書、為替金（送金したい金額）及び料金（振出手数料）を納める。
2. 郵便局貯金窓口から差出人に振出日附印が押印された定額小為替証書が交付される。
3. 差出人は定額小為替証書の「指定受取人欄」に受取人（お金を受け取る者）の氏名を記入し、受取人に定額小為替証書を郵送・交付する。
4. 受取人は定額小為替証書を受け取り、受領欄に住所・氏名を記入・捺印の上、郵便局貯金窓口へ持参し為替金払渡請求を行い、受取人に為替金が払渡される。

なお、普通為替同様、差出人は「3」にある「指定受取人欄」への記入は省略することも可能であるが、この場合、定額小為替証書を持参した持参人に為替金が払渡される。そのため、「指定受取人欄」が無記入の為替証書が第三者へ渡った場合、お金を送りたい相手でない者に換金される場合がある。
また、郵送方法も規定がないため、書留郵便ではなく普通郵便で送付してもよい。このため、市区町村への戸籍謄本請求時や出版社の応募者全員サービス申込時にしばしば利用される。
定額小為替は、公社が指定した金額が印刷された定額小為替証書が各郵便局貯金窓口に配備されており、顧客からの請求で郵便局員が為替日附印を押印することで発行が行われる。大学によっては、卒業生向けの証明書交付の手数料を受取人欄無記名の定額小為替証書での決済を指定する場合もある。あるいは、大学通信教育におけるレポート提出用の台紙を含めた教材費等の決済に定額小為替証書の送付を指定する場合もある。
但し、定額小為替証書の汚染・毀損あるいは日附印の年月日から半年を超過したものなどで再交付請求をした場合、定額小為替事務を所管している長野貯金事務センター（かつては山形貯金事務センター）の日附印が印刷されることで発行が行われる。
同一金額100枚以上の大量発行の場合も、原則は長野貯金事務センターが発行する形となる（この場合は、受取希望の窓口に要相談となる）ため、同様の券面が発行される。

## 国際郵便為替
公社は、郵便為替法、郵便為替に関する条約、国際郵便為替規則（郵政省令・総務省令）に基づいて、国際郵便為替（IRCまたはInternational Postal Money Order）を「国際送金取扱郵便局」にて取り扱った。「国際送金取扱郵便局」で受付をした請求は、原則、東京貯金事務センターで処理が行われ、国際送金が行われた。
国際郵便為替には、相手の所在地に国際郵便為替証書を送る「通常為替（住所あて送金）」と相手の郵便振替口座・銀行口座へ払込み（送金）をする「払込為替（口座あて送金）」の2種類が存在した。
料金（国際送金手数料）は通常為替・払込為替共に2500円であるが、米国へ通常為替を送る場合のみ、請求をした国際送金取扱郵便局においてその場で発行される（通常為替「証書交付」扱い）ため、料金は2000円であった（米国以外への通常為替は、全て東京貯金事務センターにおいて発行処理をするため、「証書交付」扱いはできない）。

## ゆうちょ銀行の「為替」
2007年10月1日の郵政民営化に伴い、株式会社ゆうちょ銀行が発足し、「為替」という名称で「郵便為替」と同様のサービスを提供している。
しかし、郵便為替法が廃止されたため、「郵便為替」と「ゆうちょ銀行の為替」は全く別の法律・制度で発行されている。そのため、為替に関する文書類（為替振出請求書、為替証書類）には印紙税が課されると共に、権利消滅も普通為替・定額小為替共に発行日から5年間となった。また、電信為替は制度自体が廃止された。

### 普通為替証書
郵便為替の「普通為替」に相当する商品。以前は差出人（お金を送る者）が指定した1円以上500万円以下の額面で為替証書が発行されたが、2019年8月8日、マネー・ローンダリングおよびテロ資金供与対策として普通為替の上限額引き下げがゆうちょ銀行により発表され、1枚あたりの上限額は2019年10月1日の振り出し分から10万円に引き下げられた。また1請求あたりの上限額（同一の振出人が1日に振り出すことのできる普通為替の上限額）についても10万円に引き下げられた。
利用方法の流れに大きな変化はない。料金（振出手数料）は、2007年10月1日（ゆうちょ銀行発足日）の時点で、3万円未満は420円、3万円以上は630円であったが、2014年4月1日、消費税率・印紙税法改定に伴い、5万円未満は430円、5万円以上が650円と改定された。
さらに、2022年1月17日、振出手数料が5万円未満は550円、5万円以上は770円と改定とされ、また再交付手数料も新設され550円とされた。

### 定額小為替
郵便為替の「定額郵便小為替」に相当する商品。ゆうちょ銀行が定めた金額が印刷された定額小為替証書に、ゆうちょ銀行窓口・郵便局貯金窓口において発行日附印を押印をすることによって発行される。
こちらも利用方法の流れに大きな変化はないが、料金（発行手数料）は、2007年10月1日（ゆうちょ銀行発足日）の時点で、料金は一律1枚につき、消費税込み100円である。普通為替は、2014年4月1日に料金改定が行われたが、この時は、定額小為替は引き続き100円のままとされた。
2022年1月17日に振出手数料が200円と改定され、また再交付手数料も新設され200円とされた。
2007年10月1日の時点では、公社時代と同様、券種は50円、100円、200円、300円、400円、500円、1000円の7種類であったが、2009年3月2日より、差出人の料金負担軽減のため、150円、250円、350円、450円、750円の5種類が追加された。
民営化後の発券料金を加味すると、必要な額面合計が4から5枚の組み合わせが必要な金額になる場合は、普通為替証書の発行を検討した方がいい場合もある。
日本郵便発足後に発行された証書と、郵便事業を吸収合併する前の郵便局だった当時の証書とでは、表面の表記が微妙に異なっており、指定受取人に記載欄の下にあった注意書きが、日本郵便発足後のものでは、金額の上部に移動されたほか、日本郵便となってからのものは、受取の署名捺印をする欄の下部に、9900という文字が2つ印字されている。

## 郵便局巡りと郵便為替
郵便局巡りを趣味としている者のなかには、郵便為替を収集している者もいる。
普通為替は、振出請求をすると証書に郵便局の主務者印が押印されるため主務者印収集をする者が購入をする（株式会社ゆうちょ銀行発足後、主務者印の押印は廃止された）ほか、窓口端末機CTMの無い簡易郵便局では手作業によって普通為替証書が発行されるため収集する者がいた。
定額小為替証書は、振出請求をすると証書に郵便局の為替日附印（因みに、日本郵便が運営する郵便局の貯金窓口の為替日附印とゆうちょ銀行直営店の日附印とは微妙に異なるほか、直営店の場合は、担当者名も日附印に含まれる）が押印されるため為替日附印収集をする者が購入する。